# Darnó
Darnó is een plaats (község) en gemeente in het Hongaarse comitaat Szabolcs-Szatmár-Bereg. Darnó telt 160 inwoners (2001).